# Ерёмин, Владимир Александрович
Владимир Александрович Ерёмин (род. 20 июня 1965, Свердловск) — советский и российский хоккеист, нападающий.

## Биография
Воспитанник хоккейной школы «Юность» Свердловск, тренер В. Созинов. Выступал за свердловские/екатеринбургские клубы «Автомобилист» (1981/82, 1983/84, 1986/87 — 1992/93),
«Луч» (1981/82 — 1982/83), СКА Свердловск (1984/85 — 1985/86).
В декабре 1989 года принимал участие в серии матчей воскресенского «Химика» с командами НХЛ, играл в тройке с Леонидом Трухно и Игорем Вязьмикиным.
Играл в Швейцарии за «Цюрхер» (1993/94), в Италии за клубы «Брунико» / «Пустерталь» (1994/95 — 1999/2000, 2002/03), «Мерано» (2001/02), «Ноймаркт-Энья» (2003/04).
Выступал за вторую сборную СССР, первую и олимпийские сборные России.
Сын Владимир (род. 1985) занимался в Италии хоккеем.